# لغة الاستعلام والمعالجة المعرفية
لغة الاستعلام والمعالجة المعرفية، أو KQML، هي لغة وبروتوكول تسهل التواصل بين وكلاء البرامج والأنظمة القائمة على المعرفة. تم تطويرها في أوائل التسعينيات كجزء من جهود مشاركة المعرفة داربا (وكالة مشاريع البحوث المتطورة الدفاعية)، والتي كانت تهدف إلى تطوير تقنيات لبناء قواعد معرفية واسعة النطاق قابلة للمشاركة وإعادة الاستخدام. في البداية تم تقديمها كواجهة للأنظمة القائمة على المعرفة، لكن سرعان ما تم إعادة تصنيفها كلغة اتصال بين الوكلاء .
أدار العمل على اللغة تيم فينين من جامعة ميريلاند، في مقاطعة بالتيمور وجاي ويبر من EITech، وساهم العديد من الباحثين لبرمجة هذه اللغة.
ويمكن استخدام تنسيق وبروتوكول اللغة للتفاعل مع نظام ذكي، إما عن طريق تطبيق أو بواسطة نظام ذكي آخر. وتحتوي اللغة على مجموعة عمليات يقوم بها الوكلاء بناءً على معرفة واهداف بعضهم البعض. يتم بناء المستوى العالي من التواصل مثل شبكات العقود والتفاوض باستخدام هذه العمليات، حيث يقوم «ميسرو الاتصال» في اللغة بتنسيق تفاعلات الوكلاء الآخرين لدعم مشاركة المعرفة.
وتدعم أنظمة النماذج الأولية التجريبية كل مما يلي: الهندسة المتزامنة، والتصميم الذكي، والتخطيط الذكي، و عمليات الجدولة.
لاحقاً تم استبدال اللغة بـ FIPA-ACL .